# Арбускулы
Арбускулы — видоизменения мицелия у грибов-микоризообразователей, аналогичные гаусториям. Являются многократно дихотомически разветвлёнными гифами сложной формы, проникающими в паренхимальные клетки корня. Окружены внутри клетки клеточной плазмалеммой. В арбускулах происходит наиболее интенсивный обмен метаболитами между компонентами микоризы, хотя они и существуют лишь несколько дней (впоследствии растворяются). Исследователями считается, что арбускулы образуются под влиянием защитной реакции клеток растения.